# Baschi
Baschi is een gemeente in de Italiaanse provincie Terni (regio Umbrië) en telt 2709 inwoners (31-12-2004). De oppervlakte bedraagt 68,3 km², de bevolkingsdichtheid is 40 inwoners per km².

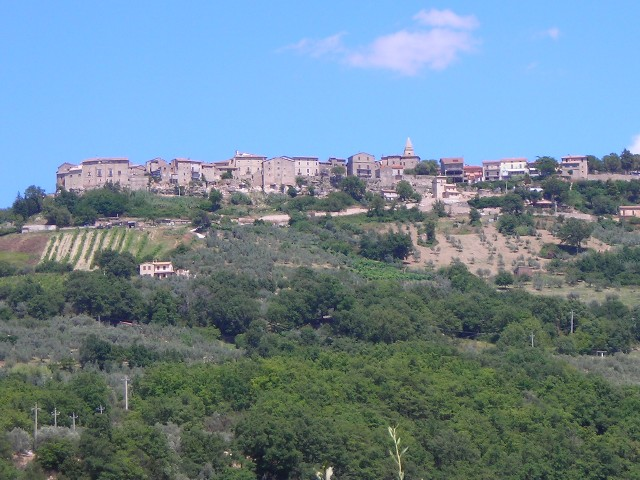
Baschi
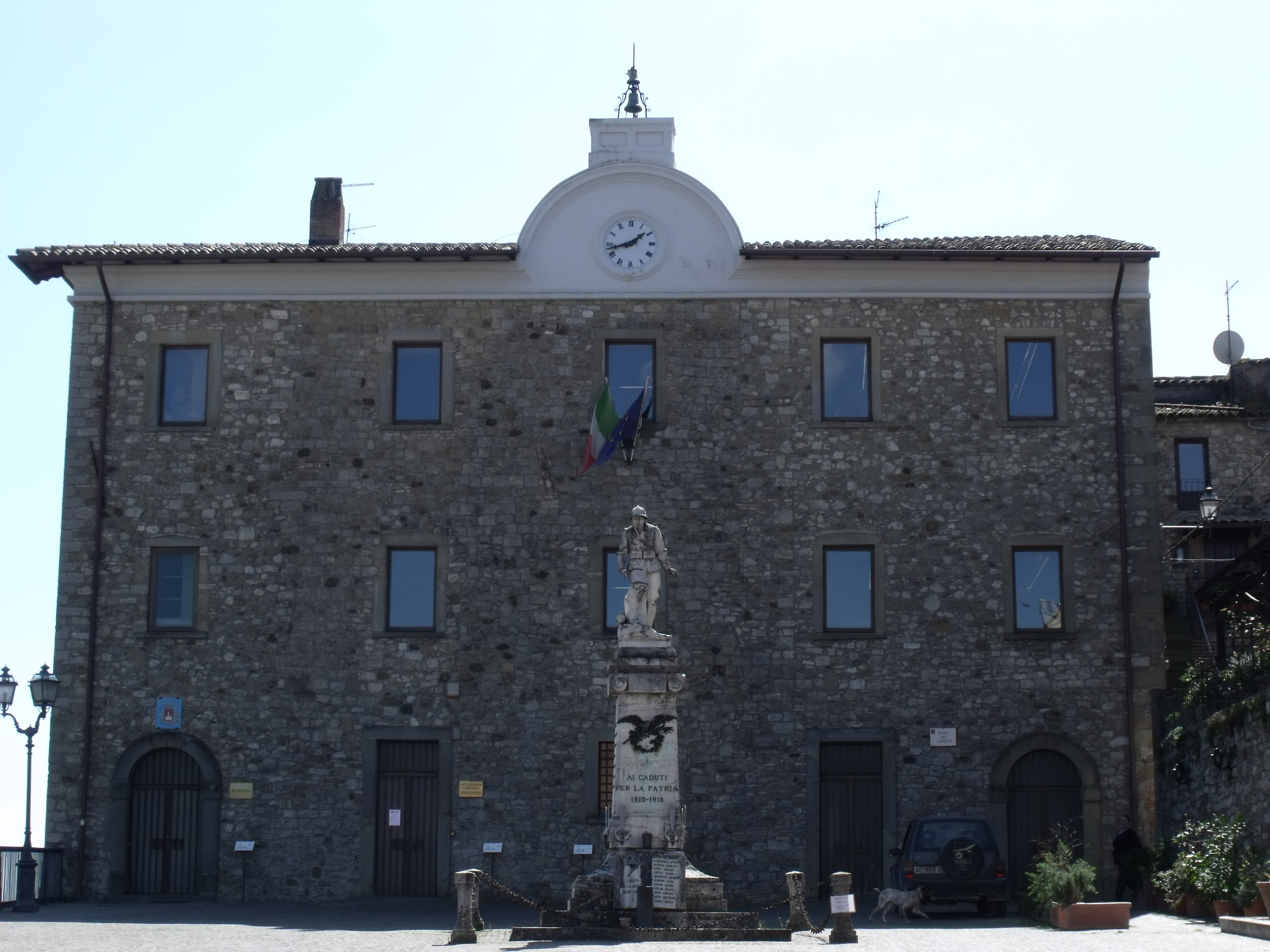
Gemeentehuis

## Demografie
Baschi telt ongeveer 1115 huishoudens. Het aantal inwoners daalde in de periode 1991-2001 met 1,9% volgens cijfers uit de tienjaarlijkse volkstellingen van ISTAT.
| Jaar | Inwoneraantal |
| ---- | ------------- |
| 1991 | 2701          |
| 2001 | 2649          |

## Geografie
De gemeente ligt op ongeveer 165 m boven zeeniveau.
Baschi grenst aan de volgende gemeenten: Montecchio, Orvieto, Todi (PG).
Acquasparta · Allerona · Alviano · Amelia · Arrone · Attigliano · Avigliano Umbro · Baschi · Calvi dell'Umbria · Castel Giorgio · Castel Viscardo · Fabro · Ferentillo · Ficulle · Giove · Guardea · Lugnano in Teverina · Montecastrilli · Montecchio · Montefranco · Montegabbione · Monteleone d'Orvieto · Narni · Orvieto · Otricoli · Parrano · Penna in Teverina · Polino · Porano · San Gemini · San Venanzo · Stroncone · Terni
1. ↑  https://demo.istat.it/?l=it.